# Рэй, Раби
Раби Рэй (хинди रवि राय, англ. Rabi Ray; 26 ноября 1926, Бхангар, округ Пури, Одиша, Британская Индия — 6 марта 2017, Каттак, штат Одиша, Индия) — индийский государственный деятель, спикер Лок сабхи (1989—1991).

## Биография
С отличием окончил Колледж Рэйвеншоу в Каттаке, получил степень бакалавра искусств в области исторических наук. Продолжил обучение в юридическом колледже Мадхусудана в Каттаке. Был женат на докторе медицины профессоре Медицинского колледжа в Каттаке Сарасвати Суэйне. 
В начале 1947 г. был арестован британской армией за развёртывание трёхцветного индийского флага в колледже Рэйвеншоу. В конце концов, британское правительство было вынуждено уступить требованиям студентов о праве использовать трёхцветный индийский флаг в учебных заведениях, хотя страна всё ещё находилась под иностранным правлением.
В юности был участником национально-освободительного движения. Основа его политической карьеры была заложена, когда он был избран президентом Союза студентов колледжа Рэйвеншоу (1948–1949) и первым президентом Союза студентов юридического колледжа Мадхусудана (1949–1950).
В 1948 г. вступил в Социалистическую партию. Благодаря своим врождённым лидерским качествам и глубокой приверженности делу социализма он всегда оставался в авангарде социалистического движения. В 1953—1954 гг. занимал пост Объединённого секретаря Всеиндийского комитета Социалистической партии. В 1956 г. выступил одним из основателей Социалистической партии под руководством Рамманохара Лохии, был избран в состав её Национального исполнительного комитета; в 1960—1961 гг. являлся генеральным секретарём партии.
В 1967 г. был избран депутатом Лок сабхи 4-го созыва, являлся лидером парламентской группы Объединённой социалистической партии (SSP). С 1974 по 1980 г. работал в составе верхней палаты парламента — Раджья сабхе. После образования социалистической партии «Джаната» в 1977—1980 гг. занимал пост её генерального секретаря.
В 1979—1980 гг. — министр здравоохранения и семейного благополучия Индии.
С 1988 г. член партии «Джаната дал». В 1989—1996 гг. — депутат Лок сабхи, с 1989 по 1991 г. являлся спикером нижней палаты индийского парламента.
С 1997 г. он был связан с неполитической организацией Лок Шакти Абхияан и возглавил народное движение против коррупции в высших эшелонах власти, чрезмерной централизации и упадочной культуры потребления. Совершил поездку по разным частям страны, чтобы поддержать честность и прозрачность во всех сферах общественной жизни. Регулярно публиковал статьи по современным политическим и социальным вопросам в различных ведущих журналах на ория, хинди и английском языках.